# Harmonia (Coccinellidae)
Harmonia là một chi bọ cánh cứng trong họ Coccinellidae.

## Các loài
- Harmonia axyridis (Pallas, 1771), Nepal, Trung Quốc, Đài Loan, Nhật Bản, đôi khi ở Tây Âu và châu Mỹ
- Harmonia antipoda (Boisduval, 1835), loài đặc hữu của New Zealand
- Harmonia basinotata Bielawski, 1964, New Guinea
- Harmonia bicolor (Blackburn, 1892), Australia
- Harmonia conformis (Boisduval, 1835), Australia, thỉnh thoảng New Zealand
- Harmonia dimidiata (Fabricius, 1781), Ấn Độ, Pakistan, Nepal, Bhutan, Trung Quốc, Đài Loan, Nhật Bản; thỉnh thoảng ở Bắc Mỹ
- Harmonia dunlopi (Crotch, 1874), Ấn Độ, Malaysia, Philippines
- Harmonia eucharis (Mulsant, 1850), Ấn Độ, Pakistan, Myanmar, Nepal, Himalaya, Nam Trung Quốc
- Harmonia expallida (Weise, 1907), Ấn Độ
- Harmonia octomaculata (Fabricius, 1781), Ấn Độ, Pakistan, Nepal, Bangladesh, Sri Lanka, Micronesia, Australia
- Harmonia quadripunctata (Pontoppidan, 1763), châu Âu
- Harmonia sedecimnotata (Fabricius, 1801), Ấn Độ, Nepal, Đông Nam Á
- Harmonia testudinaria (Mulsant, 1850), Indonesia, New Guinea, Bắc Australia
- Harmonia uninotata Bielawski, 1964 New Guinea
- Harmonia yedoensis (Takizawa, 1917), Nhật Bản